# Lantana pauciflora
Lantana pauciflora là một loài thực vật có hoa trong họ Cỏ roi ngựa. Loài này được Urb. mô tả khoa học đầu tiên năm 1929.